# Batman și liga dreptății
Batman și liga dreptății (engleză Lego DC Comics: Batman Be-Leaguered) este un episod special de televiziune animat pe tematica de supereroi. Se bazează pe seria Lego Batman și marca DC Comics, și este produs de Warner Bros. Animation cu regia de Rick Morales. Acesta a avut premiera pe Cartoon Network pe 27 octombrie 2014. Mai târziu a fost lansat și pe DVD, împreună cu filmul Lego DC Comics Super Heroes: Justice League vs. Bizarro League.
În România filmul a avut premiera pe 19 octombrie 2014 pe canalul Cartoon Network.

## Premisă
Superman dorește ca Batman să se alăture noii sale echipe de supereroi, dar Batman se consideră mândru a fi un autonom suficient singuratic.

## Voci
- Troy Baker - Batman
- Dee Bradley Baker - Aquaman, Man-Bat
- Grey DeLisle - Lois Lane, Wonder Woman
- John DiMaggio - Jokerul, Lex Luthor
- Tom Kenny - Pinguinul
- Nolan North - Superman, Alfred Pennyworth
- Khary Payton - Cyborg
- Paul Reubens - Căpușă de liliac
- Kevin Michael Richardson - Black Manta, Captain Cold
- James Arnold Taylor - Flash

## Legături externe
- Batman și liga dreptății la Internet Movie Database